# Luís Augusto Osório Romão
Luís Augusto Osório Romão (sinh ngày 20 tháng 11 năm 1983) là một cầu thủ bóng đá người Brasil.

## Sự nghiệp câu lạc bộ
Luís Augusto Osório Romão đã từng chơi cho Yokohama FC, Oita Trinita và Albirex Niigata.

## Thống kê câu lạc bộ

### J.League
| Đội             | Năm       | J.League | J.League | J.League Cup | J.League Cup | Tổng cộng | Tổng cộng |
| Đội             | Năm       | Trận     | Bàn      | Trận         | Bàn          | Trận      | Bàn       |
| --------------- | --------- | -------- | -------- | ------------ | ------------ | --------- | --------- |
| Yokohama FC     | 2006      | 34       | 6        | -            | -            | 34        | 6         |
| Oita Trinita    | 2007      | 11       | 2        | 3            | 2            | 14        | 4         |
| Albirex Niigata | 2008      | 4        | 0        | 1            | 0            | 5         | 0         |
| Tổng cộng       | Tổng cộng | 49       | 8        | 4            | 2            | 53        | 10        |